# Chemia
Chemia (пол. Chemia — хімія) — польський рок-гурт, заснований у 2007 році у Варшаві з ініціативи Войцеха Бальчуна.
У 2010 році гурт розпочав концертну діяльність, а також випустив свій перший студійний альбом Dobra Chemia. За рік з гурту пішов вокаліст Марцін Кочот, якого замінив Лукаш Драпала. Того ж року гурт здійснив перевидання своєї першої платівки. Це перевидання, на якому були пісні як польською так і англійською мовою у виконанні нового соліста, отримало назву O2.
Навесні 2012 року у Ванкувері гурт записав свій перший міні-альбом In the Eye. Незабаром після того з гурту пішов Збіґнєв Кребс, а його місце зайняв Мацей Монка. Восени того року Chemia виїхала до Канади, аби на студії The Warehouse Studio записати свій третій альбом. У 2013 році агентом гурту став Ральф Джеймс, який раніше співпрацював із такими гуртами як Nickelback та Billy Talent.
2015 року гурт записав альбом Let Me, над випуском якого працював Майк Фрейзер, що раніше співпрацював із гуртами Led Zeppelin, Metallica, AC/DC, Aerosmith.
2 жовтня 2016 року гурт оголосив про тимчасове припинення діяльності. Гурт залишив вокаліст Лукаш Драпала, а з гітаристом Мацеєм Монкою планується співпраця в інших проєктах.

## Склад гурту
| - Войцех Бальчун — гітара (з 2007) - Адам Крам — перкусія (з 2007) - Кшиштоф Яворський — бас-гітара (з 2007) - Рафал Стемпень – клавішні (з 2007) | - Марцін Кочот — вокал (2007—2011) - Збіґнєв Кребс — гітара (2007—2012) - Лукаш Драпала — вокал (2011-2016) - Мацей Мон́́ка — гітара ( 2012-2016) |

## Дискографія
Альбоми
| Dobra Chemia                | - Дата: 4 жовтня 2010 - Студія: Dobra Chemia Management              | —  |
| O2                          | - Дата: 31 жовтня 2011 - Студія: Dobra Chemia Management/Fonografika | —  |
| In the Eye (EP)             | - Дата: 10 жовтня 2012 - Студія: Dobra Chemia Management             | —  |
| The One Inside              | - Дата: 4 жовтня 2013 - Студія: DCM Records/Metal Mind Productions   | —  |
| Let Me                      | - Дата: 18 вересня 2015 - Студія: Agora                              | 38 |
| «—» альбом не був у чартах. |                                                                      |    |

Синґли
| Назва             | Рік  | Позиція у чартах | Альбом         |
| Назва             | Рік  | Turbo Top        | Альбом         |
| ----------------- | ---- | ---------------- | -------------- |
| «Ego»             | 2013 | 18               | The One Inside |
| «Bondage of Love» | 2013 | 1                | The One Inside |
| «Generation Zero» | 2014 | 13               | The One Inside |
| «Fire»            | 2014 | 1                | The One Inside |
| «Happy Ending»    | 2014 | 19               | The One Inside |